# Belle de Mai
Pour les articles homonymes, voir Belle de Mai (homonymie).
 (juillet 2018).
La Belle de Mai est un quartier de Marseille situé dans son 3e arrondissement et le 2e secteur.
Située à proximité de la gare Saint-Charles, et du centre-ville., la Belle de Mai a longtemps été le siège de la manufacture des tabacs de Marseille et le lieu de résidence des immigrés italiens qui y travaillaient. C'était un quartier presque exclusivement ouvrier aux XIXe et XXe siècles.
La manufacture désaffectée, devenue friche industrielle, a été rénovée et transformée en lieu culturel et patrimonial à partir des années 1990. Elle abrite désormais les Archives municipales de Marseille, un Pôle média et la Friche, important espace culturel.
Le quartier alentour reste toutefois un quartier populaire.

## Étymologie
L'étymologie du nom est controversée. Une version dit qu'une enfant était élue Belle de Mai et installée sur une estrade au printemps lors de la fête des roses. Mais il ne semble pas que cela soit une tradition historique.
Une autre version veut qu’au XVIIIe siècle, une vigne poussant sur le terrain de Plombières ait porté le nom de Bèla de Mai (Belle-d’avantage, en provençal) car c’était une vigne tardive, c’est-à-dire qu’elle donnait du raisin jusqu’en décembre. Un chemin de la Belle de Mai allait d’ailleurs de Plombières jusqu'à la Porte d’Aix en passant par le cimetière Saint-Charles et par l’actuelle rue Belle de Mai.

## Histoire

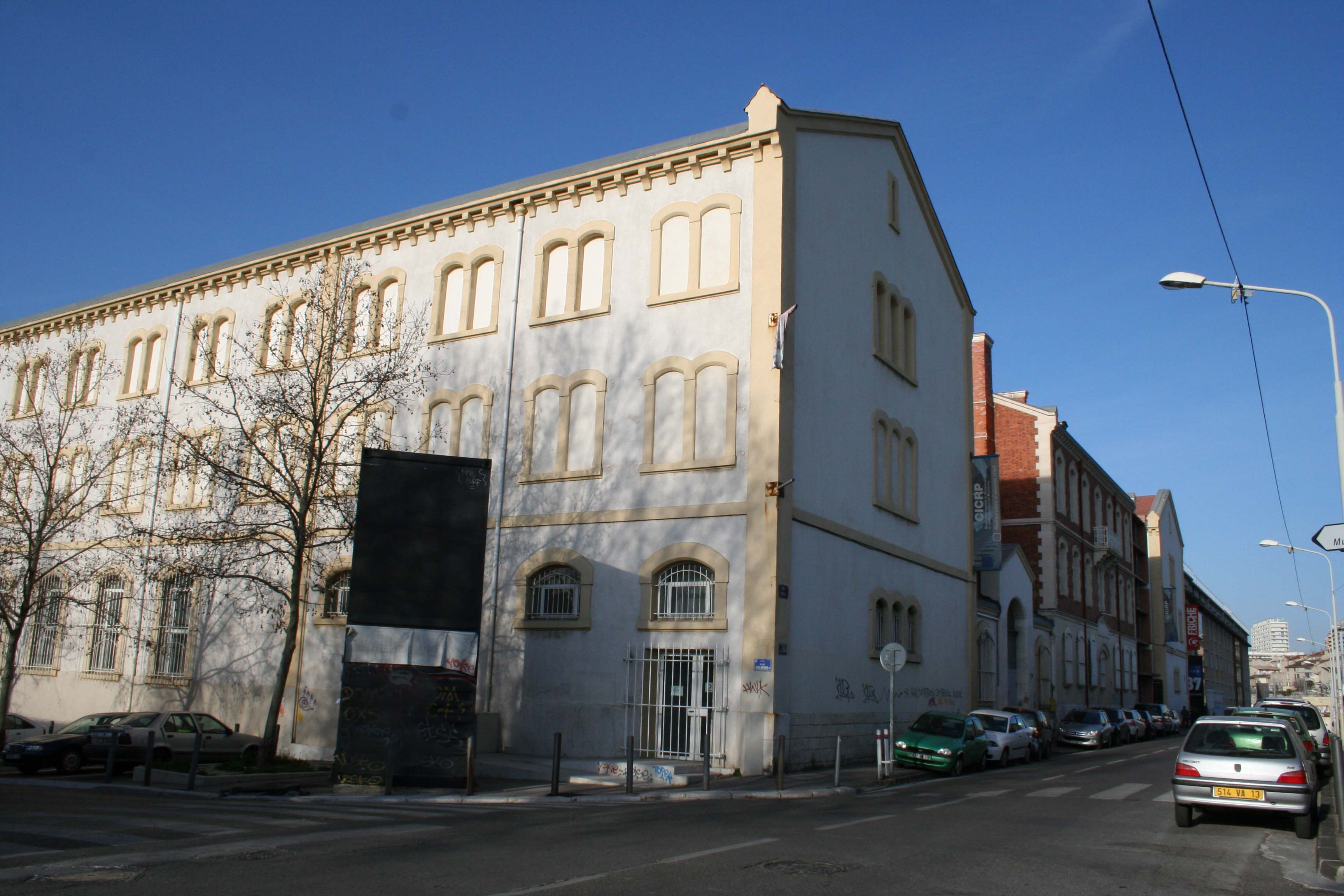
La manufacture des tabacs

### XIXesiècle
Lieu de villégiature des notables marseillais au début du XIXe siècle, la Belle de Mai fit sa réputation l'été par ses vergers, ses guinguettes et ses bals populaires. Sa proximité avec le port de la Joliette, construit au début du XIXe siècle, incite les dockers à y habiter. Puis s'installent les usines de raffinement de sucre (les Sucres Saint-Charles vers 1830) et de fabrication d'allumettes (les usines chimiques étaient cantonnées à l'extérieur des villes). Une gare de marchandises s'ajoute à l'ensemble.
En 1868, sur l'emplacement de l'ancienne raffinerie de sucre, est inaugurée la Manufacture des tabacs, construite d’après les plans de Désiré Michel. Le quartier devient ainsi au cours du XIXe siècle un quartier presque exclusivement ouvrier. En 1900, il est peuplé majoritairement par des Italiens fuyant la misère et le chômage qu'ils connaissaient en Toscane, se regroupant par familles, et souvent victimes de racisme.
Le quartier est au premier rang des luttes syndicales et socialistes. Clovis Hugues, maire de la Belle de Mai, devient en 1881 le premier député socialiste élu au Parlement français.

### XXesiècle

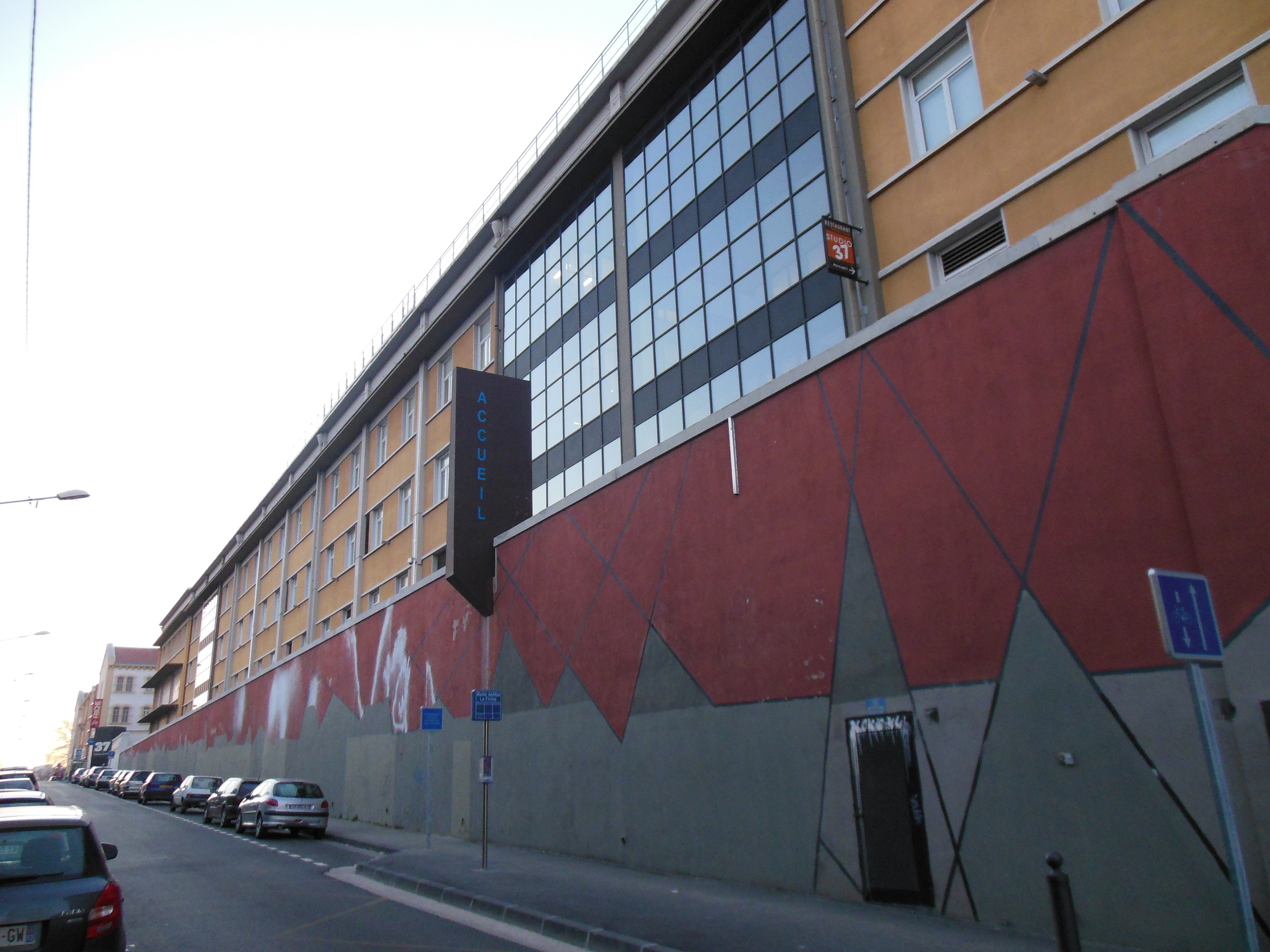
Le Pôle média

Pendant l'Occupation, la Belle de Mai est un haut lieu de la résistance communiste.
Dans les années 1960, la Manufacture de tabacs est l'une des plus importantes de France, mais cette période d’apogée est suivie d’un long déclin qui conduit la direction à fermer l’usine au début des années 1990 et à transférer la production à Vitrolles. Cette fermeture cause le déclin du quartier, à la population vieillissante et aux immeubles détériorés. De nombreux commerces ferment alors.
En 1992, une partie de la friche industrielle devient un lieu culturel abritant des structures artistiques de toutes disciplines : la Friche Belle de Mai. En 1994, la Ville de Marseille achète la partie de la manufacture datant du XIXe siècle, pour la transformer en un pôle patrimonial. S'y installent les Archives municipales, le Centre interrégional de conservation et restauration du patrimoine et le Fonds communal.

## Le quartier au XXIe siècle

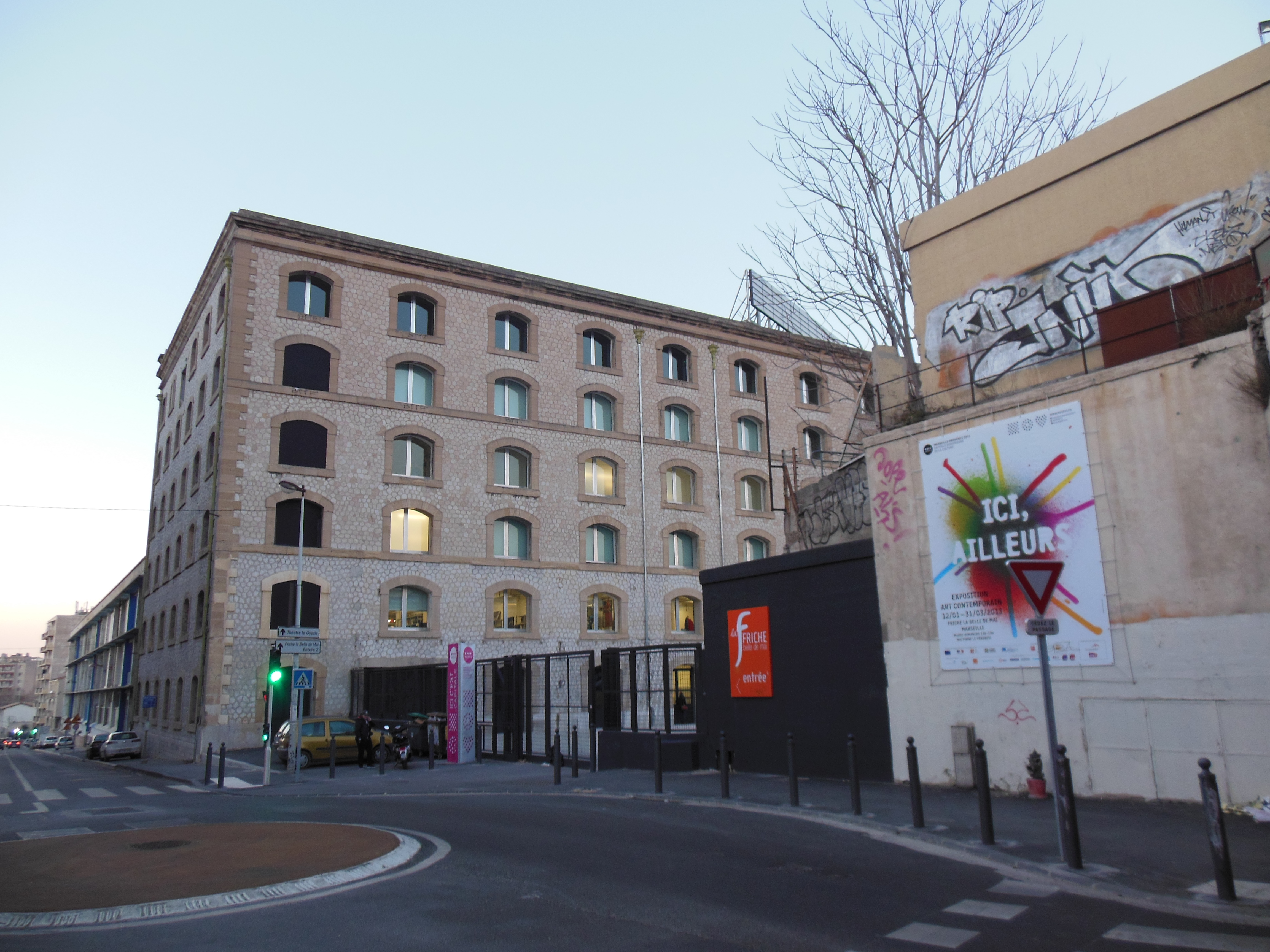
Entrée de la Friche Belle de Mai

En 2005, la place Bernard Cadenat, au centre du quartier, est entièrement rénovée. Elle regroupe les principaux commerces et un marché quotidien. Chaque année se déroule la fête de la Belle de Mai, au cours de laquelle les commerçants exposent leurs produits dans la rue tels des forains, sur fond de musique et de spectacles.
Depuis 2004, dans le cadre du projet Euroméditerranée, les anciens bâtiments de la manufacture abritent, en plus de la Friche culturelle et des Archives, un Pôle média comprenant des bureaux d'entreprises et un studio de cinéma et de télévision. C'est notamment le lieu de tournage de la série télévisée Plus belle la vie diffusée par France 3 et le siège de la télévision locale LCM. La Friche Belle de Mai s'agrandit également, ouvrant en 2013 une « tour » consacrée à l'art contemporain.
Toutefois, la Belle de Mai est un quartier très populaire dont l'identité s'est construite par l'apport des vagues successives de populations immigrées, italiennes, polonaises, espagnoles, puis du Maghreb et des Comores.
Le quartier est l'un des plus pauvres de la ville. Une enquête réalisée en 2016 y décompte plus d'un millier de logements très dégradés, avec risque de péril.

### Démographie
| 1982   | 1990   | 1999   | 2006   | 2009   | 2012   |
| ------ | ------ | ------ | ------ | ------ | ------ |
| 13 243 | 11 881 | 12 190 | 13 913 | 13 629 | 14 256 |

## Culture
Le quartier de la Belle de Mai a inspiré plusieurs artistes :
- Pierre Mac Orlan a écrit une chanson intitulée La Belle de Mai (musique de V. Marceau), publiée dans le livre Chansons pour accordéon en 1953 et créée par la chanteuse Germaine Montero,
- Renaud a donné le nom À la Belle de Mai à un de ses albums ainsi qu'à la chanson éponyme (1994),
- Le chanteur Stanislas Renoult a également écrit une chanson intitulée La belle de Mai (album Équilibre instable, (2007).
- Le quartier est en outre le lieu de l'action du livre Double Crime dans la rue Bleue de Jean Contrucci (Éditions Jean-Claude Lattès, 2005).

## Personnalités liées au quartier
- Patrick Bosso (né en 1962), humoriste
- Bernard Cadenat (1853-1930), homme politique français, maire de Marseille et député des Bouches-du-Rhône. La place principale de la Belle de Mai porte son nom
- César  (1921-1998), artiste sculpteur
- Maurice Genoyer (1933-2020), fondateur du Groupe Genoyer
- Richard Martin (1943-2023), directeur du Théâtre Toursky, metteur en scène et comédien
- René Mazzarino, dit Jali ou encore Papet J, MC du Massilia Sound System
- Sid Ahmed Rezala (1979-2000), tueur en série
- Henri Tomasi, compositeur et chef d'orchestre
- Francis Vanverberge dit Francis le Belge, dernier parrain de Marseille
- Antoine Cossu, dit "Tony l'Anguille", compère de Francis le Belge
- Kenza Fortas, actrice
- Alexandre Marius Jacob, anarchiste et gentleman cambrioleur
- Dylan Robert, acteur